# Liste der Biografien/Pera
Liste der Biografien |
Portal Biografien |
Personensuche
# |
A |
B |
C |
D |
E |
F |
G |
H |
I |
J |
K |
L |
M |
N |
O |
P |
Q |
R |
S |
T |
U |
V |
W |
X |
Y |
Z |
?
 
Pa |
Pc |
Pe |
Pf |
Ph |
Pi |
Pj |
Pk |
Pl |
Pm |
Pn |
Po |
Pr |
Ps |
Pt |
Pu |
Pv |
Pw |
Py
 
Pea |
Peb |
Pec |
Ped |
Pee |
Pef |
Peg |
Peh |
Pei |
Pej |
Pek |
Pel |
Pem |
Pen |
Peo |
Pep |
Peq |
Per |
Pes |
Pet |
Peu |
Pev |
Pew |
Pex |
Pey |
Pez
 
Pera |
Perb |
Perc |
Perd |
Pere |
Perf |
Perg |
Perh |
Peri |
Perj |
Perk |
Perl |
Perm |
Pern |
Pero |
Perp |
Perq |
Perr |
Pers |
Pert |
Peru |
Perv |
Perw |
Pery |
Perz
Die Liste der Biografien führt alle Personen auf, die in der deutschsprachigen Wikipedia einen Artikel haben. Dieses ist eine Teilliste mit 105 Einträgen von Personen, deren Namen mit den Buchstaben „Pera“ beginnt.

## Pera
- Pera, Albano (* 1950), italienischer Sportschütze
- Pera, Bernarda (* 1994), US-amerikanische Tennisspielerin
- Pêra, Edgar (* 1960), portugiesischer Filmregisseur
- Pera, Heinrich (1938–2004), deutscher katholischer Theologe, Mitbegründer Hospizbewegung in Deutschland
- Pera, Marcello (* 1943), italienischer Wissenschaftstheoretiker, Hochschullehrer und Politiker
- Pêra, Marília (1943–2015), brasilianische Schauspielerin
- Péra, Patrick (* 1949), französischer Eiskunstläufer
- Pera, Peter (* 1941), deutscher Fußballspieler (DDR)
- Pera, Radames (* 1960), US-amerikanischer Schauspieler
- Pera, Riccardo (* 1999), italienischer Autorennfahrer
- Pera, Robert (* 1978), US-amerikanischer Unternehmer
- Pera, Sam junior (* 1989), neuseeländischer Gewichtheber von den Cookinseln

### Perab
- Perabo, Ernst (1845–1920), US-amerikanischer Komponist und Pianist deutscher Herkunft
- Perabo, Piper (* 1976), US-amerikanische SchauspielerinPiper Perabo (* 1976)

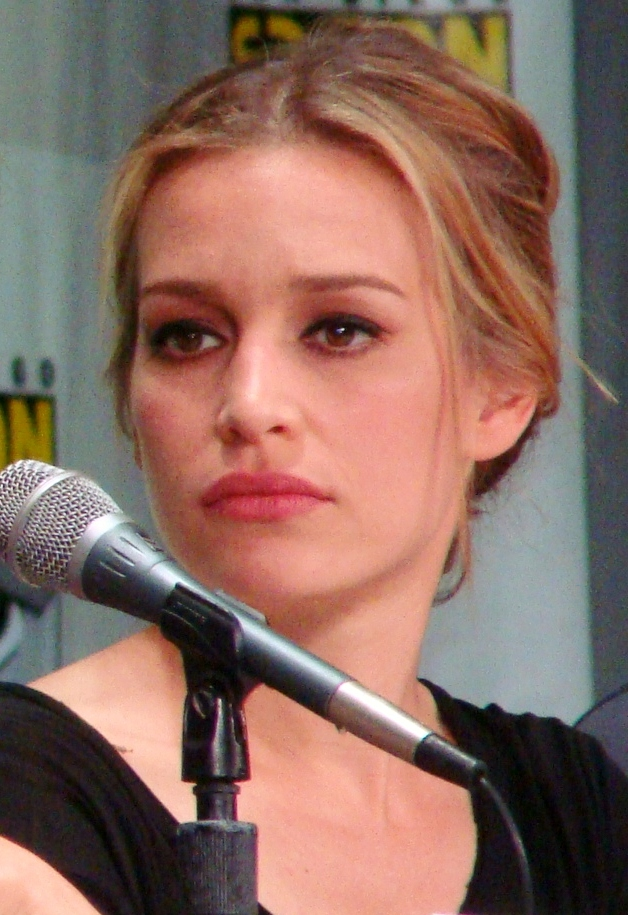
Piper Perabo (* 1976)

- Peraboni, Alfio (1954–2011), italienischer Segler

### Perac
- Peracca, Mario Giacinto (1861–1923), italienischer Herpetologe
- Peracino, Alberto (* 1971), italienischer Bogenbiathlet
- Perácio, José (1917–1977), brasilianischer Fußballspieler

### Perad
- Peradach Bunkame (* 1997), thailändischer Fußballspieler
- Peradse, Grigol (1899–1942), georgischer Theologe und Orientalist

### Perag
- Peragallo, Mario (1910–1996), italienischer Komponist
- Peragine, Alice (* 1986), deutsch-amerikanische Performancekünstlerin
- Peragine, Giovanni (* 1965), italienischer römisch-katholischer Ordensgeistlicher, Erzbischof von Shkodra-Pult
- Peragine, Marcel, US-amerikanischer Filmeditor

### Perah
- Perahia, Murray (* 1947), US-amerikanischer Pianist und DirigentMurray Perahia (* 1947)

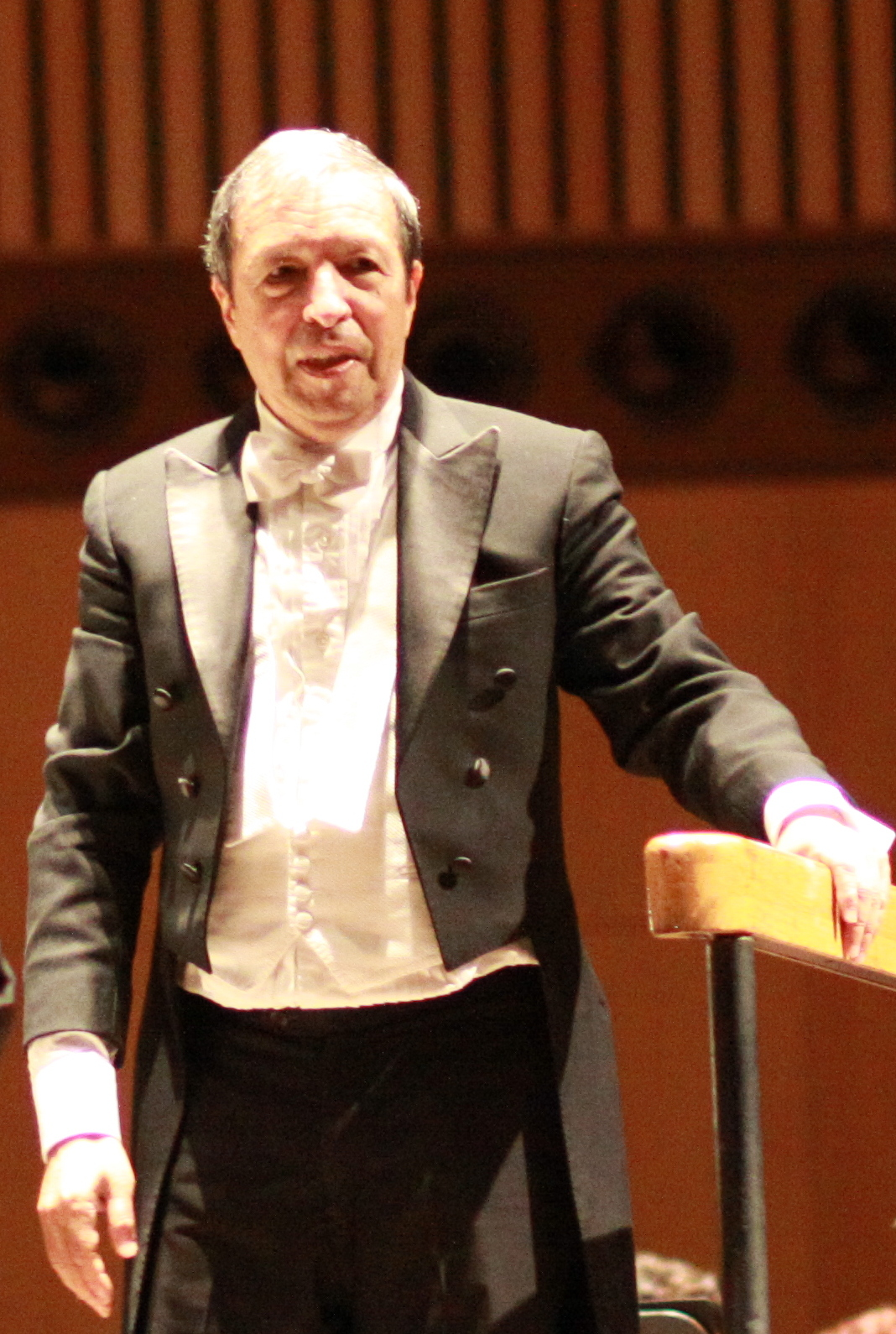
Murray Perahia (* 1947)

- Perahim, Jules (1914–2008), rumänischer Maler des Surrealismus und des sozialistischen Realismus

### Perak
- Perak, Rudolf (1891–1972), österreichischer Komponist
- Perakis, Nikos (* 1944), griechischer Filmregisseur

### Peral
- Peral, Álvaro del (* 1937), mexikanischer Fußballspieler
- Peral, Francisco Javier (* 1983), spanischer Fußballspieler
- Peral, Isaac (1851–1895), spanischer Ingenieur und U-Boot-Pionier
- Perälä, Helge (1915–2010), finnischer Langstreckenläufer
- Perälä, Kirsi (* 1982), finnische Skilangläuferin
- Perales, José Luis (* 1945), spanischer Sänger, Songschreiber und Komponist
- Perales, Víctor (* 1990), mexikanischer Fußballspieler
- Peralta Álvarez, Sebelio (1939–2014), paraguayischer Geistlicher und Bischof von San Lorenzo
- Peralta Azurdia, Alfredo Enrique (1908–1997), guatemaltekischer Präsident
- Peralta y Ballabriga, Francisco (1911–2006), spanischer Geistlicher, Bischof von Vitoria
- Peralta y Ezpeleta, Pedro († 1492), navarresischer Adliger, Graf von Santisteban de Lerín, Barón de Marcilla und Pair von Navarra
- Peralta y La Vega, José María de (1763–1836), Präsident von Costa Rica
- Peralta, Agustín (* 1995), uruguayischer Fußballspieler
- Peralta, Ángela (1845–1883), mexikanische Opernsängerin und Komponistin
- Peralta, Arnold (1989–2015), honduranischer Fußballspieler
- Peralta, Austin (1990–2012), US-amerikanischer Jazzpianist und Komponist
- Peralta, Chichi (* 1966), dominikanischer Merenguemusiker, Perkussionist und Komponist
- Peralta, Cirilo, mexikanischer Fußballspieler
- Peralta, Eduardo (* 1947), chilenischer Fußballspieler
- Peralta, Fabrizio (* 2002), paraguayisch-brasilianischer Fußballspieler
- Peralta, Fernando (* 1979), argentinischer Schachgroßmeister
- Peralta, Gastón de († 1580), Vizekönig von Neuspanien
- Peralta, Horacio (* 1982), uruguayischer Fußballspieler
- Peralta, Isaías (* 1987), chilenischer Fußballspieler
- Peralta, José María (1807–1883), Präsident von El Salvador
- Peralta, Juan (* 1990), spanischer Bahnradsportler
- Peralta, Juan Carlos (* 1968), chilenischer Fußballspieler
- Peralta, Julio (* 1981), chilenischer Tennisspieler
- Peralta, Loreto (* 2004), mexikanische Kinderdarstellerin und SynchronsprecherinLoreto Peralta (* 2004)

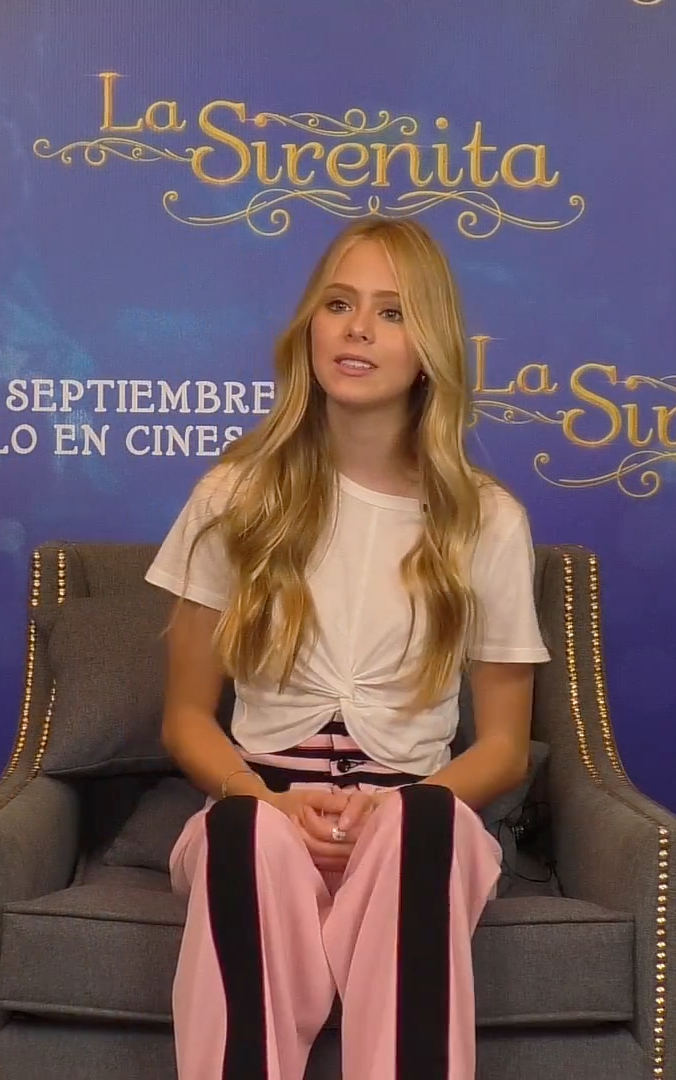
Loreto Peralta (* 2004)

- Peralta, Luis (* 1999), dominikanischer Leichtathlet
- Peralta, Marcelo (1961–2020), argentinischer Jazzmusiker (Saxophon)
- Peralta, Mario Mendoza (* 1950), philippinischer römisch-katholischer Geistlicher, Erzbischof von Nueva Segovia
- Peralta, Oribe (* 1984), mexikanischer Fußballspieler
- Peralta, Ramón Emilio (1868–1941), dominikanischer Komponist, Dirigent, Musikpädagoge und Saxophonist
- Peralta, Richard (* 1993), panamaischer Fußballspieler
- Peralta, Santiago (* 1887), argentinischer Rassenkundler und Leiter der argentinischen Einwanderungsbehörde
- Peralta, Sixto (* 1979), argentinischer Fußballspieler
- Peralta, Stacy (* 1957), US-amerikanischer Regisseur und Unternehmer, ehemaliger Skateboarder und Team-SurferStacy Peralta (* 1957)

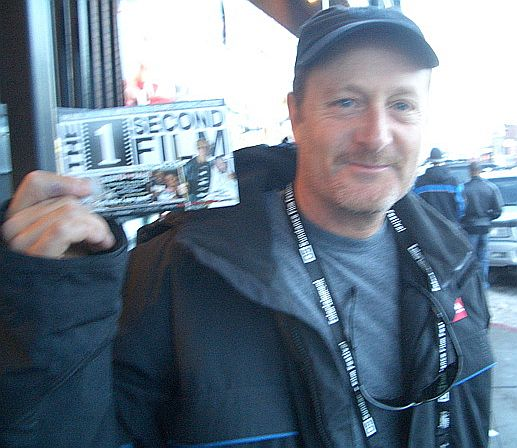
Stacy Peralta (* 1957)

- Peralta, Víctor (1908–1995), argentinischer Boxer
- Peralta, Wily (* 1989), dominikanischer Baseballspieler
- Peralta, Yamil (* 1991), argentinischer Boxer
- Peralta-Salas, Daniel (* 1978), spanischer Mathematiker
- Péralte, Charlemagne (1885–1919), haitianischer Militär, Politiker und Guerillero

### Peram
- Peramo Cabrera, Tulio (* 1948), kubanischer Komponist, Sänger und Musiklehrer

### Peran
- Peranda, Marco Giuseppe († 1675), italienischer Komponist und Kapellmeister
- Peranda, Sante (1566–1638), italienischer Maler
- Perani, Domenico (* 1956), italienischer Radrennfahrer
- Perani, Marino (1939–2017), italienischer Fußballspieler
- Peranski, Janko († 1689), kroatischer Graf und Kommandant der kroatischen Reiter in der kursächsischen Leibgarde, sächsischer Amtshauptmann

### Perar
- Perarnau, Josep (* 1928), katalanischer Priester, Theologe und Historiker

### Peras
- Peräsalo, Veikko (1912–1992), finnischer Hochspringer
- Perasović, Velimir (* 1965), kroatischer Basketballspieler und -trainer
- Perasso, Giovan Battista (1735–1781), italienischer VolksheldGiovan Battista Perasso (1735–1781)

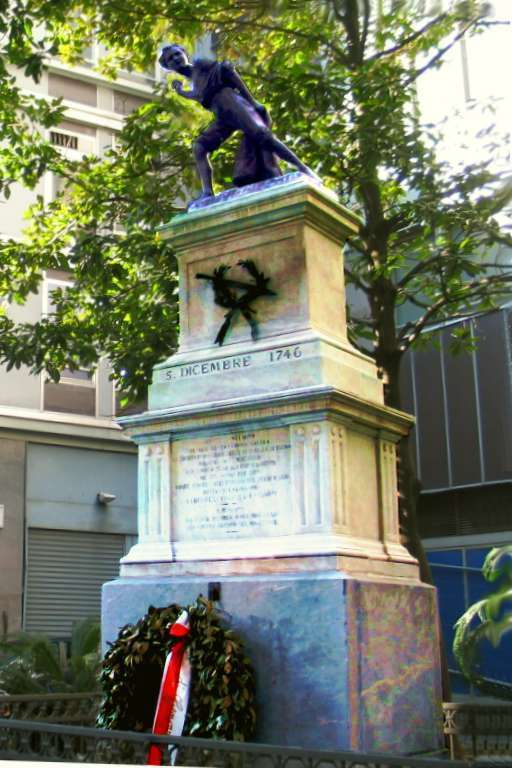
Giovan Battista Perasso (1735–1781)

### Perat
- Perat, Katja (* 1988), slowenische Schriftstellerin, Lyrikerin und Literaturkritikerin
- Perathoner, Alan (* 1976), italienischer Skirennläufer
- Perathoner, Christa (* 1987), italienische Biathletin
- Perathoner, Emanuel (* 1986), italienischer Snowboarder
- Perathoner, Hans (1872–1946), österreichisch-deutscher Bildhauer und Maler
- Perathoner, Jenny (* 1990), italienische Skispringerin
- Perathoner, Julius (1849–1926), Südtiroler Politiker
- Perathoner, Max (* 2003), italienischer Skirennläufer
- Perathoner, Werner (* 1967), italienischer Skirennfahrer
- Peratović, Željko (* 1966), kroatischer Journalist
- Peratrovich, Elizabeth (1911–1958), US-amerikanische Bürgerrechtlerin für die Rechte der Alaskan Natives
- Peratrovich, Frank (1895–1984), US-amerikanischer Politiker

### Perau
- Perau, Oliver (* 1970), deutscher Musiker
- Péraud, Jean-Christophe (* 1977), französischer Mountainbike-, Cyclocross- und StraßenradrennfahrerJean-Christophe Péraud (* 1977)

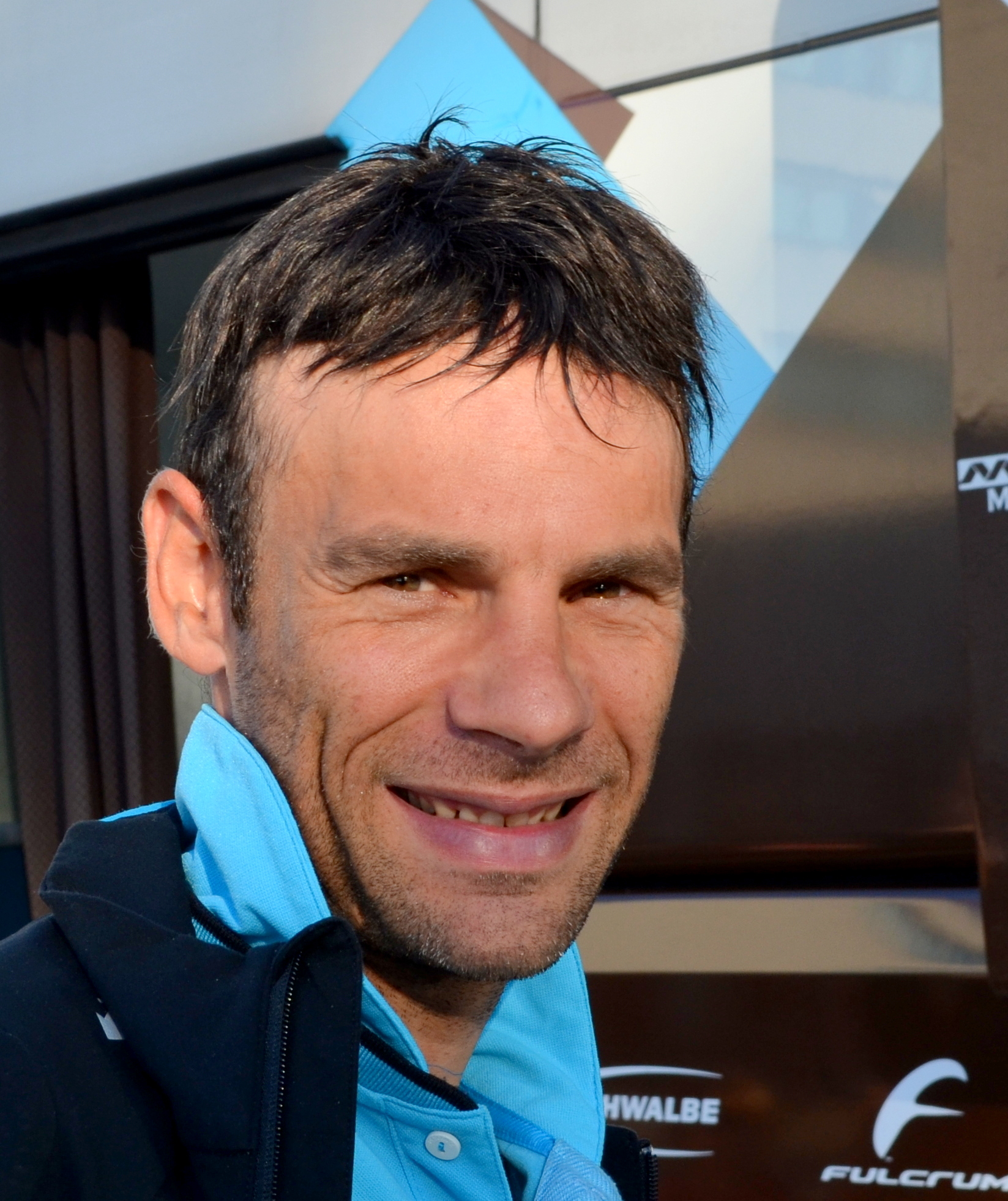
Jean-Christophe Péraud (* 1977)

- Peraudi, Raimund (1435–1505), Bischof von Gurk (1491–1505)

### Peraz
- Peraza de las Casas, Guillén († 1447), Mitherrscher über die Kanarischen Inseln
- Peraza de las Casas, Inés (1424–1503), Herrscherin über die kanarischen Inseln
- Peraza Rios, Lucia (* 1981), deutsche Theaterschauspielerin
- Peraza, Agustín (* 1994), uruguayischer Fußballspieler
- Peraza, Armando (1924–2014), kubanischer Musiker
- Peraza, Facundo (* 1992), uruguayischer Fußballspieler
- Peraza, Hernán († 1488), kanarischer Herrscher
- Perazzini, Piergiuseppe (* 1956), italienischer Autorennfahrer
- Perazzolo, Mario (1911–2001), italienischer Fußballspieler und -trainer